# 約翰娜·瑪格達列娜 (薩克森-阿爾滕堡)
約翰娜·瑪格達列娜（德語：Johanna Magdalena，1656年1月14日—1686年1月22日）是薩克森-阿爾滕堡公爵腓特烈·威廉二世的女兒，母親是薩克森的瑪格達列娜·希比拉。

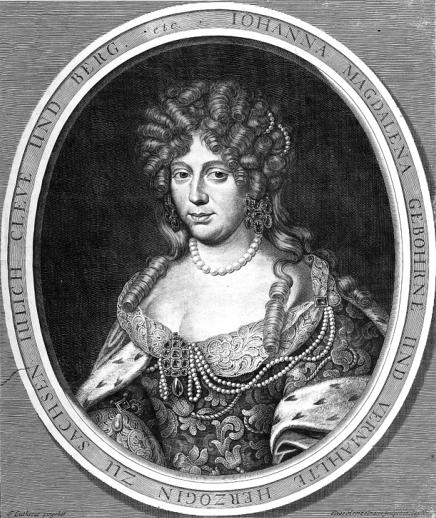

## 生平
萨克森-阿尔滕堡家族的最后一位成员。
约翰娜·玛格达列娜是萨克森-阿尔滕堡公爵腓特烈·威廉二世和他的妻子萨克森-玛格达列娜·希比拉的独生女，她是萨克森选侯约翰·乔治一世的女儿。
她很小的时候就成了孤儿，她的父母分别于1668年和1669年去世。她很快就成了她家族手中的一颗棋子，她经常住在她的叔叔约翰-乔治二世和莫里斯的家里。1671年，出于政治原因，他们决定将她嫁给她的堂兄，萨克森威森费尔斯的约翰·阿道夫一世公爵。

## 家庭
1671年，約翰娜·瑪格達列娜與薩克森-魏森費爾斯的約翰·阿道夫一世結婚，兩人共有3子2女：
1. 瑪格達列娜·希比拉（1673年—1726年）
2. 約翰·格奧爾格（1677年—1712年）
3. 克里斯蒂安（1682年—1736年）
4. 索菲亞（1684年—1752年）
5. 約翰·阿道夫（1685年—1746年）